# Salpingogaster browni
Salpingogaster browni är en tvåvingeart som beskrevs av Charles Howard Curran 1941. Salpingogaster browni ingår i släktet Salpingogaster och familjen blomflugor.
Artens utbredningsområde är Ecuador. Inga underarter finns listade i Catalogue of Life.